# Marca proclinata
Marca proclinata är en fjärilsart som beskrevs av Saalmüller 1891. Marca proclinata ingår i släktet Marca och familjen nattflyn. Inga underarter finns listade i Catalogue of Life.